# Habitatge del carrer de Baix, 7 (Seva)
L'habitatge del carrer de Baix, 7 és una casa de Seva (Osona) inclosa a l'Inventari del Patrimoni Arquitectònic de Catalunya.

## Descripció
Edifici civil de petites dimensions cobert amb una teulada a dues vessants i desaigua a la façana principal. La façana principal està arrebossada i pintada de color marfil.
Ressalten les llindes de finestres i portal per la seva dimensió. En dites finestres hi ha desaigües i ampits. Esta datada en les llindes amb els anys 1656 i 1778.

## Història
El cens de la població de Seva era de 14 a 17 famílies els segles XV i XVI, de 36 el 1326 i de 71 el 1681. Veiem doncs, la importància d'augment demogràfic en la meitat del segle xvii que es quan es construí dita casa.